# Zanengo
Zanengo è una frazione del comune lombardo di Grumello Cremonese ed Uniti.

## Storia
La località è un piccolo borgo agricolo di antica origine.
In età napoleonica (1807) Zanengo fu aggregata al comune di Grumello con Farfengo; recuperò l'autonomia con la costituzione del Regno Lombardo-Veneto (1816).
All'Unità d'Italia (1861) contava 538 abitanti. Il comune di Zanengo fu aggregato nel 1867 al comune di Grumello con Farvengo Cremonese.